# Bernhard Dommes (Politiker)
Bernhard Dommes (* 12. Dezember 1832 in Walkenried; † 16. Februar 1916 in Mortschin) war ein deutscher Landwirt und Politiker.

## Leben
Als Sohn eines Forstmeisters geboren, studierte Dommes nach Gymnasium und Tätigkeit als Landwirt Landwirtschaft in Jena, wo er 1855 Mitglied der Burschenschaft Teutonia Jena wurde. 1865 wurde er Administrator in Werna und 1865 Gutsbesitzer auf Rybsenitz bei Kulm in Westpreußen. 1867 erwarb er das Rittergut Mortschin im Kreis Thorn. Von 1899 bis 1903 war er für den Wahlkreis Warienwerder 5 (Thorn, Kulm, Biesen) Abgeordneter im Preußischen Abgeordnetenhaus. Er gehörte der Freisinnigen Volkspartei, dann der Fortschrittlichen Volkspartei an und war Vorsitzender des Vereins der Liberalen in Thorn.